# پالودی
پالودی (به ایتالیایی: Paludi) یک منطقهٔ مسکونی در ایتالیا است که در استان کزنتزا واقع شده‌است.

## خصوصیات
پالودی ۴۱ کیلومترمربع مساحت و ۱٬۹۵۰ نفر جمعیت دارد.